# Pseudabutilon nigropunctulatum
Pseudabutilon nigropunctulatum là một loài thực vật có hoa trong họ Cẩm quỳ. Loài này được (Ulbr.) R.E. Fr. miêu tả khoa học đầu tiên năm 1947.